# Prawybory prezydenckie Partii Demokratycznej w 2008 roku
Prawybory prezydenckie Partii Demokratycznej w 2008 roku – seria prawyborów, która wyłoniła delegatów na konwencję Partii Demokratycznej, aby uczestniczyli w wyborze kandydata Partii Demokratycznej w wyborach prezydenckich w Stanach Zjednoczonych. Wybierani delegaci byli przypisani do konkretnego kandydata, którego popierali. W wyniku prawyborów najwięcej delegatów pozyskał Barack Obama, który na konwencji został wybrany oficjalnym kandydatem Partii Demokratycznej w wyborach prezydenckich w 2008 roku.

## Sondaże

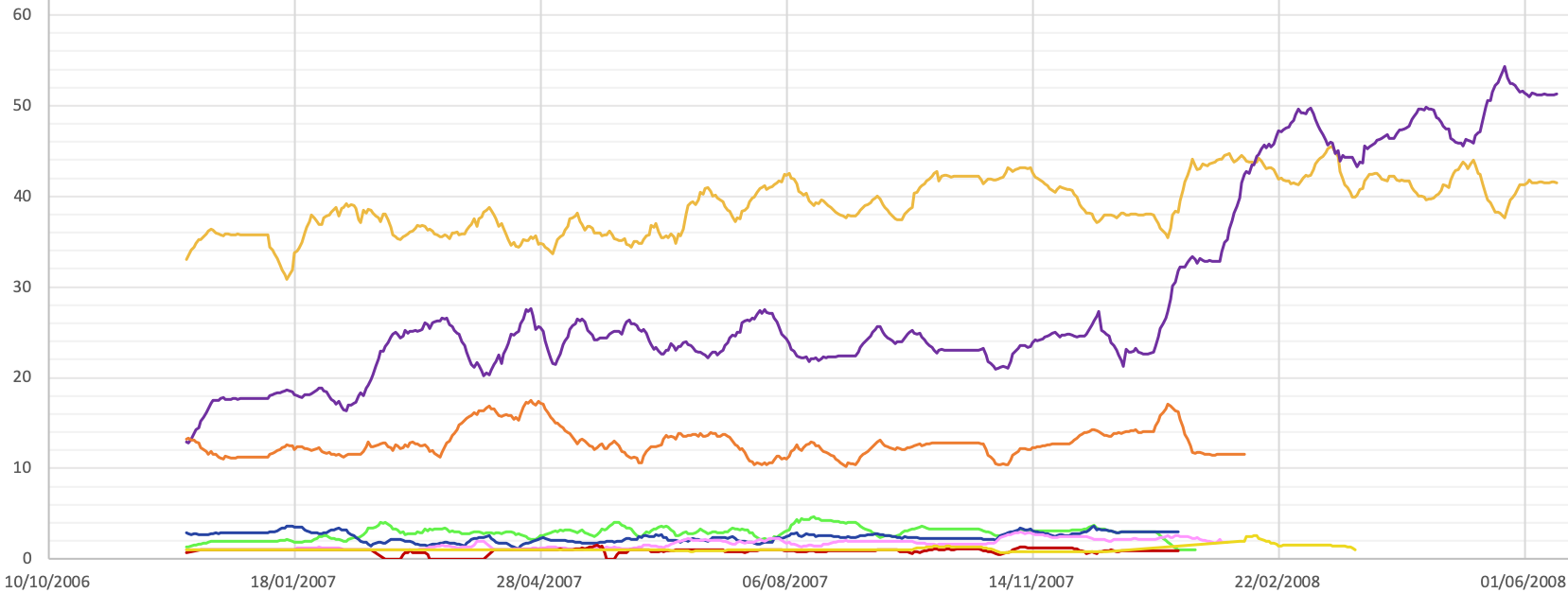
Sondaże poparcia dla poszczególnych kandydatów (średnia z ostatnich dziesięciu sondaży poprzedzających podaną wartość)
Barack Obama
Hillary Clinton
John Edwards
Bill Richardson
Joe Biden
Dennis Kucinich
Chris Dodd
Mike Gravel

| Barack Obama Hillary Clinton John Edwards Bill Richardson Joe Biden Dennis Kucinich Chris Dodd Mike Gravel |

## Wyniki
| Barack Obama Hillary Clinton John Edwards Remis Randall Terry Jim Rogers Bez rezultatu |

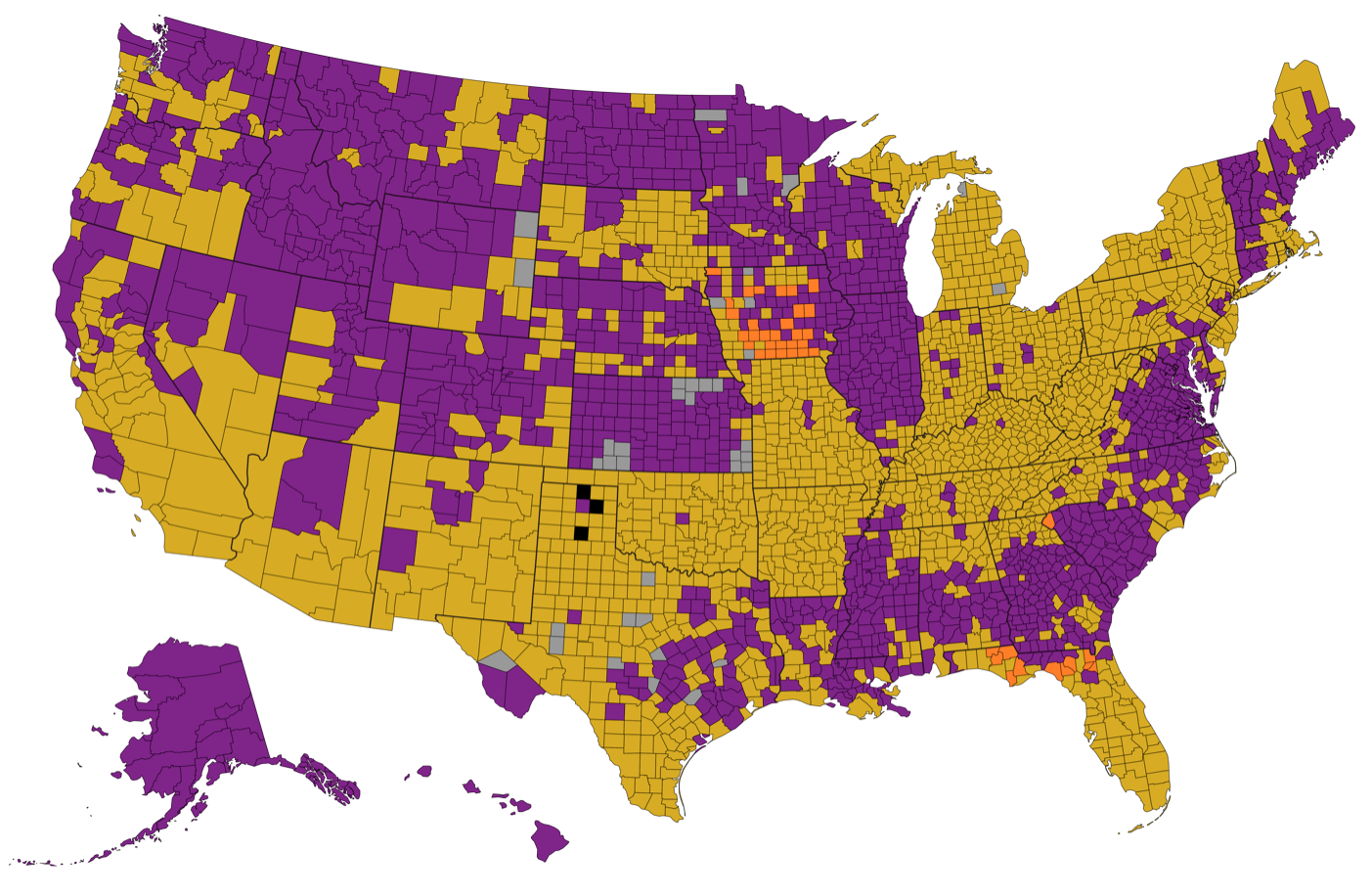
Zwycięzcy w poszczególnych hrabstwach (głosy powszechne)
Barack Obama
Hillary Clinton
John Edwards
Remis
Randall Terry
Jim Rogers
Bez rezultatu

Najwięcej głosów w wyborach powszechnych zdobyła Hillary Clinton. Barack Obama zdobył łącznie więcej głosów powszechnych od Clinton w stanach, w których oboje znajdowali się na listach wyborczych (Obama nie kandydował w Michigan). Zdobył też najwięcej głosów delegatów. 
| Kandydat        | Głosy powszechne | Głosy powszechne | Pozyskani delegaci | Pozyskani delegaci | Głosy delegatów | Głosy delegatów |
| Kandydat        | Liczba           | %                | Liczba             | %                  | Liczba          | %               |
| --------------- | ---------------- | ---------------- | ------------------ | ------------------ | --------------- | --------------- |
| Hillary Clinton | 17 857 501       | 48,53            | 1730,5             | 49,3               | 341,5           | 18,06           |
| Barack Obama    | 17 584 692       | 47,79            | 1747,5             | 49,79              | 1549,5          | 81,94           |
| John Edwards    | 994 029          | 2,7              | 32                 | 0,91               | –               | –               |
| Bill Richardson | 104 053          | 0,28             | –                  | –                  | –               | –               |
| Dennis Kucinich | 99 963           | 0,27             | –                  | –                  | –               | –               |
| Joe Biden       | 79 754           | 0,22             | –                  | –                  | –               | –               |
| Mike Gravel     | 35 303           | 0,1              | –                  | –                  | –               | –               |
| Chris Dodd      | 34 663           | 0,1              | –                  | –                  | –               | –               |

## Następstwa
Barack Obama uzyskał nominację Demokratów w wyborach prezydenckich, a Joe Biden został nominowany na kandydata na wiceprezydenta. Obaj wygrali wybory. Hillary Clinton została sekretarzem stanu w gabinecie Obamy.